# Prosopantrum varifron
Prosopantrum varifron är en tvåvingeart som beskrevs av Edwards 1933. Prosopantrum varifron ingår i släktet Prosopantrum och familjen myllflugor. Inga underarter finns listade i Catalogue of Life.